# غوستافو رامون دو ناسيمنتو
غوستافو رامون دو ناسيمنتو (بالبرتغالية: Gustavo Ramon do Nascimento‏) هو لاعب كرة قدم برازيلي في مركز حراسة المرمى، ولد في 8 يوليو 1977 في أوبيرلانديا في البرازيل. لعب مع غريميو نوفوريزونتينو ونادي أميريكانو ونادي سبورت ريسيفه ونادي فيغورينسي.

## وصلات خارجية
- غوستافو رامون دو ناسيمنتو على موقع قاعدة بيانات كرة القدم.إي يو (الإنجليزية)